# Irány a vadon!
Az Irány a vadon! (eredeti cím: Back to the Outback) 2021-es számítógépes animációs kaland-filmvígjáték, amelyet elsőfilmes rendezőként Clare Knight és Harry Cripps rendezett. A forgatókönyvet Cripps írta, Cripps és Gregory Lessans története alapján. A szereplők eredeti hangjait Isla Fisher, Tim Minchin, Eric Bana, Guy Pearce, Miranda Tapsell, Angus Imrie, Keith Urban és Jacki Weaver kölcsönzi.
2021. december 3-án került bemutatásra korlátozott számú mozikba, majd december 10-én a Netflixen is elérhetővé vált. Általánosságban véleményeket kapott a kritikusoktól. A világszerte történő bemutatását követő héten a film 64 országban, köztük Ausztráliában és az Egyesült Államokban is a Netflix Top 10-es listáján szerepelt.

## Cselekmény
Ausztrália leghalálosabb állatai, Maddie, a kígyó, Zoe, a gyík, Frank, a pók, Nigel, a skorpió és Peluccio, a koala belefáradtak abba, hogy állatkertbe vannak zárva, ahol az emberek úgy tekintenek rájuk, mintha szörnyek lennének. Merész tervet eszelnek ki az állatkertből való szökésre. Céljuk: eljutni a vadonba.

## Szereplők
| Szerep       | Eredeti hang      | Magyar hang      |
| ------------ | ----------------- | ---------------- |
| Maddie       | Isla Fisher       | Oroszlán Szonja  |
| Szépfiú      | Tim Minchin       | Hevér Gábor      |
| Frank        | Guy Pearce        | Csőre Gábor      |
| Zoe          | Miranda Tapsell   | Jordán Adél      |
| Chaz Hunt    | Eric Bana         | Miller Zoltán    |
| Nigel        | Angus Imrie       | Molnár Levente   |
| Jackie       | Jacki Weaver      | Bánsági Ildikó   |
| Doug         | Keith Urban       | Debreczeny Csaba |
| Chazzie Hunt | Diesel La Torraca | Vida Bálint      |
| Jacinta      | Rachel House      | Peller Anna      |

## Díjak és jelölések
| Év   | Díj               | Kategória                       | Jelölt         | Eredmény |
| ---- | ----------------- | ------------------------------- | -------------- | -------- |
| 2021 | The ReFrame Stamp | narratív és animációs játékfilm | Irány a vadon! | Elnyerte |

## Fordítás
- Ez a szócikk részben vagy egészben  a   Back to the Outback című angol Wikipédia-szócikk fordításán alapul.  Az eredeti cikk szerkesztőit annak laptörténete sorolja fel. Ez a jelzés csupán a megfogalmazás eredetét és a szerzői jogokat jelzi, nem szolgál a cikkben szereplő információk forrásmegjelöléseként.